# Taniec wampirów

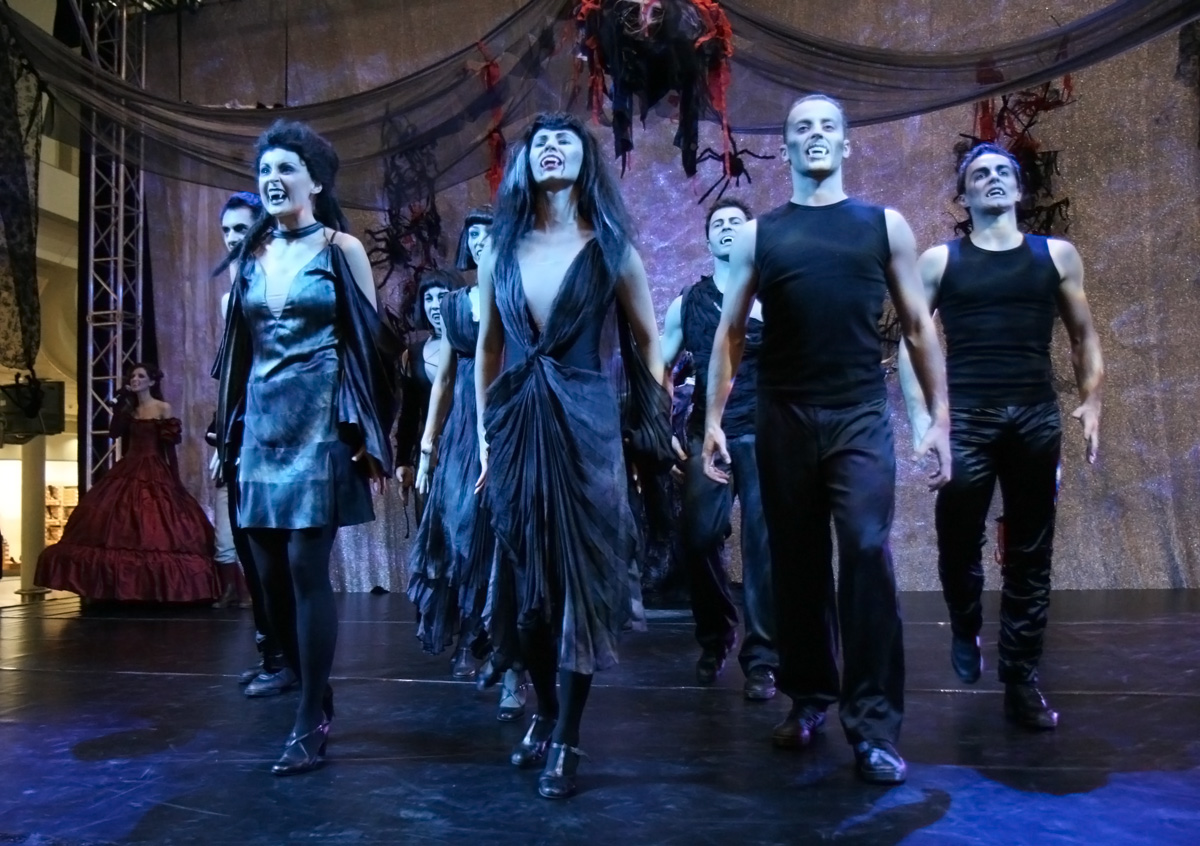
Pokaz promocyjny musicalu "Taniec wampirów" w CH Reduta w Warszawie – Finał

Taniec wampirów (tytuł oryginalny Tanz der Vampire) – musical oparty na filmie Romana Polańskiego Nieustraszeni pogromcy wampirów z 1967 r. Jego prapremiera odbyła się w Wiedniu 4 października 1997 r. Muzykę skomponował Jim Steinman, natomiast autorem libretta jest Michael Kunze.

## Streszczenie

### Akt I
Rzecz dzieje się około sto lat temu. Profesor Abronsius z Królewca, autor dzieła "Nietoperz", cieszy się sławą śmiałego badacza i pogromcy wampirów. Razem ze swoim asystentem, Alfredem udaje się na ekspedycję do zaśnieżonej, górzystej Transylwanii. Obaj mają jeden cel: odnaleźć i uśmiercić wampiry, które – jak wieść niesie – mieszkają tam od setek lat w tajemniczym zamku. Wreszcie docierają na miejsce. Pada gęsty śnieg i nagle tracą siebie z oczu. ("Hej – tam Profesorze!").
Alfred błąka się po okolicy w poszukiwaniu Profesora. Trafia do odludnej wsi, do karczmy Chagala i Rebeki. Wkrótce zjawia się tu przemarznięty do szpiku kości Abronsius. Naukowiec od razu zauważa, że żydowska karczma udekorowana jest olbrzymią ilością czosnku, co – jego zdaniem – wskazuje na obecność wampirów w bezpośrednim otoczeniu. W dodatku chłopi z niesamowitym zapałem śpiewają pieśń na cześć tej rośliny. ("Czosnek"). Ale Chagal i mieszkańcy wioski nie chcą nic wiedzieć o podejrzeniach Abronsiusa. Wyczerpani podróżnicy postanawiają skorzystać z gościny karczmarza i idą do pokoju. (Proszę, Panowie). Po drodze Alfred dostrzega piękną, młodą kobietę w wannie: to Sara, córka Rebeki i Chagala, w której młody naukowiec od razu zakochuje się. Również Sara skłania się ku niemu – jest zupełnie inny od wszystkich miejscowych parobków. Jednak Chagal jest zaniepokojony, widząc, że młodzi wyraźnie mają się ku sobie. Przezornie zabija deskami drzwi do pokoju Sary. ("Piękna córka w domu"). Natomiast on sam nie ma żadnych zahamowań: kiedy Alfred i Sara marzą o sobie, zakrada się przez dziedziniec do Magdy. Tymczasem żona, Rebeka, śledzi go uzbrojona w kiełbasę salami. Przez pomyłkę ciosem trafia nie w niewiernego męża, a w Abronsiusa. ("Pierwszy raz").
Zapada noc. Kiedy wreszcie wszyscy leżą w łóżkach, nad karczmą pojawia się mroczny cień: oto przybywa książę von Krolock, aby jasno dać do zrozumienia, że on też stara się o względy Sary. Książę jest panem na pobliskim zamku. I… jest wampirem. ("Umarł Bóg").
Świta. Profesor szczęśliwie wraca do sił. Chce odnaleźć wampiry, o czym mówi głośno i bez zahamowań. Chłopi w karczmie zachowują milczenie, ale są wyraźnie zdenerwowani, gdy pojawia się garbaty Kukol. ("Ale tu jasno"). Gdy wychodzi, karczmarz śle mu na pożegnanie wiązkę przekleństw w jidysz. Badacz wampirów nie ma wątpliwości, że Kukol jest sługą tajemniczego księcia. Jest też przekonany, że świetnie poradzi sobie z wampirami. ("Prawda").
W tym czasie Alfred namiętnie flirtuje z Sarą. Dziewczyna jest miła wobec adoratora, lecz jak najszybciej chce zażyć kąpieli. (Taki miły jak nikt). I tak się staje, jednak zakochany Alfred spostrzega przez dziurkę od klucza, że przez otwór w dachu do łazienki dostaje się von Krolock. Wampir – arystokrata nie zamierza ugryźć. Jeszcze nie.
Ma nieco inne plany co do młodej kobiety: wkrótce na zamku odbędzie się doroczny bal o północy i piękna córka karczmarza ma być jego główną atrakcją. Alfred wszczyna alarm, ale wampir szybko znika. (Zaproszenie na bal). Młodemu naukowcowi ostatnie wydarzenia nie dają spokoju. Pod oknem Sary śpiewa tęskną pieśń. ("Tam jest swoboda – 1"), lecz jego ukochanej nie ma w pokoju. Jest w ogrodzie, w którym znajduje zostawiony przez Kukola prezent od księcia – parę czerwonych trzewików. Sara zakłada je i zapada w sen na jawie. Pojawiają się w nim tańczące wampiry. Von Krolock żąda, aby dziewczyna wzięła udział w balu o północy. We śnie Sara widzi też swoją rodzinę, Magdę, Alfreda i mieszkańców wsi, modlących się o przezwyciężenie złych mocy. Kiedy Alfred woła ukochaną, Sara nagle budzi się i wybiega z ogrodu w trzewikach. Jej celem jest zamek wampira. ("Czerwone trzewiki"). Alfred przysięga sobie, że dla tej dziewczyny zrobi wszystko. ("Dla Sary").
Gdy Chagal widzi, że jego córka zniknęła, zaczyna jej szukać. Nadaremnie. Następnego dnia jego martwe ciało zostaje przyniesione do karczmy. Doświadczony badacz wampirów, Profesor Abronsius od razu rozpoznaje na szyi Chagala zamarznięty ślad po ugryzieniu.
Jak najszybciej chce wbić kołek w serce świeżo upieczonego wampira, ale przeszkadza mu w tym żona Chagala, Rebeka. ("Opłakiwanie Chagala"). W nocy Magda wstaje, aby dokładniej przyjrzeć się zmarłemu kochankowi. ("Zgon to niezła farsa"). Nieoczekiwanie Chagal budzi się i gryzie ją w szyję. Martwą Magdę ukrywa pod suknem, pod którym spoczywało do niedawna także jego ciało.
Tymczasem Abronsius i Alfred podejmują kolejną próbę wbicia kołka w serce żydowskiego wampira. Znajdują więc karczmarza, który – w obawie przed śmiercią – deklaruje przejście na wegetarianizm, w końcu wskazuje badaczom drogę do zamku von Krolocka. Książę serdecznie podejmuje gości, podających się za turystów i badaczy nietoperzy. Również szczerze uradowany jest nieoczekiwaną wizytą Herberta – swojego syna, któremu wpada w oko Alfred. Obaj przybysze pozostają na noc w zamku. Niebawem von Krolock prosi Alfreda na stronę i po ojcowsku proponuje mu, aby został jego przyjacielem. Mówi, że Profesor jest starym błaznem, który nie ma pojęcia o marzeniach i potrzebach młodego mężczyzny, jakim jest Alfred. Poza tym obiecuje Alfredowi, że zaprowadzi go do Sary. (Przed zamkiem – Finał pierwszego Aktu).

### Akt II
Sara, która znajduje się już na zamku von Krolocka, niespokojnie wędruje przez mroczne komnaty. Nagle spotyka dumnego właściciela. Książę ponownie odchodzi, nie gryząc jej. ("Na orbicie serc").
Trwa noc. Profesor głęboko i smacznie zasypia, podczas gdy jego asystenta dręczą senne koszmary. ("Carpe noctem – Uwierz w noc").
Alfred słusznie obawia się zostawić Sarę na pastwę nocnych kreatur. Kiedy budzi się, natychmiast chce wprowadzić w czyn swój zamiar uratowania ukochanej, lecz postanawia to zrobić bez Profesora. ("Idealny dzień"). Abronsius pragnie bowiem najpierw udać się do zamkowej krypty, gdzie spodziewa się znaleźć von Krolocka i jego syna Herberta. I rzeczywiście, obaj naukowcy spostrzegają tam trumny – osobliwe miejsce noclegu wampirów. (W krypcie). Jednak pojawiają się trudności: Profesor nie może zejść do grobowca, ponieważ zaplątał się w sznur na poręczy schodów, a Alfred "nie ma serca" wbić kołków w spokojnie śpiące istoty.
Nic nie załatwiwszy, obaj muszą więc wrócić na zamek. W poszukiwaniu łatwiejszego dostępu do krypty wchodzą do imponującej biblioteki. Profesor zagłębia się w bogate zbiory, zapominając o polowaniu na wampiry. (Biblioteka – 1). Tymczasem Alfred słyszy znajomy śpiew Sary. Oto nadeszła wreszcie pora na jego działanie. Szuka Sary i znajduje ją… kąpiącą się w wannie. Próbuje nakłonić ją do ucieczki, ale ona nawet nie chce o tym słyszeć. Jest zafascynowana urokiem Księcia i wprost nie może się doczekać balu, który ma się odbyć już tej nocy. W końcu pozbywa się upartego adoratora.
Alfred wraca do biblioteki, aby prosić Profesora o radę. Abronsius jest jednak tak pogrążony w lekturze, że proponuje nieszczęśliwemu kochankowi zrobić to samo – szukać odpowiedzi w książkach. ("Biblioteka – 2"). Alfred na chybił trafił wyciąga z regału dzieło, które nosi znamienny tytuł "Magnetyzm serc – porady dla zakochanych". Czyta z zapałem, po czym biegnie z powrotem do łazienki. ("Gdy miłość się budzi"). Ale tam czeka na niego już nie Sara, a Herbert, syn von Krolocka. Jest wobec Alfreda bardzo natrętny. Młody badacz ledwie broni się przed próbami zbliżenia z jego strony. W końcu wpada w panikę – patrząc w lustro, nie widzi odbicia tańczącego wokół niego zalotnika. W ostatniej chwili Alfreda ratuje z opresji Profesor, przeganiając Herberta swoim parasolem.
Alfred i Abronsius uciekają do zamkowej wieży. Kiedy czują się niemal bezpieczni, przed nimi nagle zjawia się von Krolock. Na nowo żąda od młodego człowieka, aby zostawił Profesora i podążył za nim. ("Myli się pan, Profesorze"). Po chwili bezszelestnie znika w ciemnościach nocy. Abronsius i jego asystent nadal chronią się w zamkowej wieży. Z przerażeniem obserwują, jak mroczni goście Księcia odsuwają kamienne pokrywy trumien, rozluźniają zesztywniałe kości i całą procesją idą na zamek. (Wieczność).
Na pustym dziedzińcu pojawia się von Krolock. Bezwiednie kroczy od grobowca do grobowca, wspominając jeszcze raz tych, których kochał i na zawsze utracił jednym tylko ugryzieniem. Sam niszczył swoje szczęście zawsze wtedy, kiedy po nie sięgał… oto przekleństwo jego egzystencji. Lecz już nie ma przed nim drogi odwrotu: im bardziej pragnie stłumić swoje pożądanie, tym jest ono silniejsze. ("Nienasycony głód").
Zbliża się północ. Na zamku rozpoczyna się bal. Badaczom udaje się przebrać za wampiry i wmieszać między gości. Książę otwiera uroczystość wieścią, że tego roku czeka ich wyjątkowa uczta. (Sala balowa). Wreszcie przedstawia Sarę. Podczas tańca gryzie ją w odsłoniętą, niemal nadstawioną szyję.
Kiedy rozbrzmiewają dźwięki dworskiego menueta, profesor stwierdza, że piękna córka karczmarza jeszcze żyje. Zostało jednak mało czasu, aby ją porwać zanim balowe towarzystwo odkryje oszustwo. Wkrótce Książę żąda od swoich gości, aby rzucili się w pościg za zamaskowanymi śmiertelnikami. W odpowiedzi Abronsius i Alfred z dwóch świeczników układają krzyż – barierę dla wampirów nie do przekroczenia. Razem z Sarą uciekają. Wyczerpani w biegu, robią krótki odpoczynek. Trwa noc, pada śnieg. Profesor notuje w swoim dzienniku ostatnie wydarzenia, a młodzi z ulgą padają sobie w ramiona. ("Tam jest swoboda – 2"). Nagle Alfred dostrzega na szyi Sary ślad krwi, dotyka go ustami… Staje się następną zdobyczą. Wampiry triumfują: nic już nie stoi na przeszkodzie, aby całkowicie zawładnąć światem. Zapraszają więc do szalonego tańca. ("Taniec wampirów").

## Postaci
- Hrabia von Krolock – pan zamku w Transylwanii. Dumny, władczy i uwodzicielski wampir-arystokrata o nienagannych manierach. Ma świadomość tragicznego rozdarcia duszy: będąc wampirem zabija tych, których darzy miłością. Uczucie głodu krwi i pożądania niewinnej ofiary jest jednak silniejsze niż ból i smutek, jaki towarzyszy mu zanim dozna ostatecznego spełnienia. Zawsze może liczyć na wiernego sługę, Kukola. Nie ma też wątpliwości, że na każde jego słowo stawią się wszystkie wampiry z okolicy.
- Profesor Abronsius – zapalony badacz i łowca wampirów. Połączenie cech Einsteina i Chaplina: szalony naukowiec z burzą siwych włosów na głowie oraz drobnym, lekko kaczym chodem. Autor dzieła "Nietoperz", sumiennie zgłębionego przez Krolocka. Pochodzi z Królewca – miasta z polskim rodowodem, krzyżacką historią i słynnym uniwersytetem. Mędrzec, który wierzy w "szkiełko i oko" – w racjonalizm i logikę jako jedyne słuszne metody poznawania świata. Zawsze ma przy sobie torbę z akcesoriami antywampirycznymi. Nosi też parasol przydatny w długiej podróży, jak te w obronie przed zakusami nieśmiertelnych istot.
- Alfred – młodzieniec o drobnej budowie, dobrze wychowany, nieśmiały romantyk. Asystent Profesora podczas wyprawy na wampiry. Kocha się w pięknej Sarze. Sam jest obiektem westchnień miłosnych Herberta, syna Krolocka. Lekko niezdarny gdy musi trafić kołkiem między szóste a siódme żebro wampira, w dodatku nie lubi nikomu robić krzywdy, a co dopiero pozbawić żywota... Męską odwagę wykazuje wtedy, kiedy postanawia uwolnić ukochaną z rąk wampirzego adoratora.
- Sara – Piękna córka żydowskich właścicieli karczmy Rebeki i Chagala. Nastolatka, która od razu wpada w oko Alfredowi. Sama też nieobojętnie spogląda na młodego badacza. Uwielbia się kąpać, czyni to chętnie i często. Jest pod wrażeniem uroku Krolocka, kuszącej wizji przemiany w prawdziwą kobietę, oraz... czerwonych trzewików i wspaniałej sukni, która przekonuje ją do udziału w balu o północy.
- Chagal – właściciel karczmy obficie wyposażonej w czosnek. Stary cap i lubieżnik. Ugania się za służącą budząc zazdrość Rebeki. Tak dba o cnotę córki, że na widok młodego Alfreda zabija gwoździami drzwi do jej sypialni. Klnie w jidysz. Gdy Profesor z Alfredem usiłują go pozbawić wampirzych skłonności do nocnych eskapad, targuje się i zarzeka, że przejdzie na wegetarianizm.
- Rebeka – Matka Sary i żona Chagala, niezbyt cierpliwie znosząca wybryki męża. Już nie pierwszej młodości, ale jeszcze grzechu warta. Zazdrosna, kiedy widzi jak przy każdej okazji Chagal wymyka się z sypialni i zdradza ją z Magdą. Z zapałem godnym lepszej sprawy postanawia więc zemścić się na niewiernym mężu, bierze rozmach i dziarskim ciosem trafia w... Profesora. Kobieta z temperamentem.
- Magda – młoda, ponętna, pełna seksu służąca właścicieli karczmy. Nie ma złudzeń co do męskich zamiarów. Obiekt chuci i pożądania Chagala. Potrafi gorzko i ironicznie ocenić świat oraz relacje między ludźmi. Mimo wad, jakie widzi w starym lubieżniku, opłakuje jego śmierć, a potem – jako wierna kochanka i wampirzyca – spędza z nim upojne chwile w trumnie.
- Herbert – Homoseksualista i syn księcia von Krolocka. Z namiętnością patrzy na Alfreda. Natrętny w okazywaniu uczuć i niedwuznacznych zamiarów względem młodego badacza. Upolowana zdobycz byłaby już całkiem jego, ale jako niedoświadczony wampir, daje się przegnać parasolem.
- Kukol – garbaty sługa księcia von Krolocka.
- Wampiry – wiernie stawiają się na bal o północy. Mieszkają niedaleko transylwańskiego zamku i wsi z żydowską karczmą. Są już lekko znudzone perspektywą obcowania jedynie z wiejskimi parobkami, dlatego cieszą się na wieść o "świeżej krwi" w postaci podróżników. Boją się widoku krzyża, nie są widoczne w lustrzanym odbiciu. Pochodzą z różnych epok, nie poddając się realnemu upływowi czasu.
- Chłopi – stali bywalcy karczmy. Zawzięci miłośnicy czosnku przekonani, że w "zdrowym ciele zdrowy chuch". Lud prosty i przaśny. Obiekt wampirzych zapędów, bo na bezrybiu i rak ryba.

## Lista utworów

### Tanz der Vampire
| Akt I - Ouverture - He, ho, he! – Alfred - Knoblauch – Rebecca, Magda, Chagal, chór wieśniaków - Bitte, meine Herren! – utwór instrumentalny - Eine schöne Tochter ist ein Segen – Chagal - Nie geseh'n (Ein Mädchen das so lächeln kann) – Alfred, Sarah, Chagal, Rebecca, Magda, Abronsius - Gott ist tot – Hrabia von Krolock, chór wampirów - Alles ist hell – Chagal, Rebecca, Magda - Wahrheit – Professor Abronsius, Chagal, Rebecca, Magda, Alfred - Du bist wirklich sehr nett – Sarah, Alfred - Einladung zum Ball – Hrabia von Krolock - Chaos im Badezimmer - Draußen ist Freiheit – Sarah, Alfred - Die roten Stiefel – Sarah, Hrabia von Krolock † - Das Gebet (Stärker als wir sind) – Magda, Rebecca, Alfred, Sarah, Von Krolock, Zespół - Sarahs Flucht – Alfred, Chagal, Rebecca - Trauer um Chagal – Rebecca, Professor Abronsius, Alfred, wieśniacy - Tot zu sein ist komisch – Magda - Durch die Wildnis zum Schloß – utwór instrumentalny - Vor dem Schloß – Hrabia von Krolock, Alfred, Profesor Abronsius, Herbert, chór wampirów | Act II - Totale Finsternis – Hrabia von Krolock, Sarah, chór przodków - Es wär verkehrt – Hrabia von Krolock - Carpe Noctem – chór wampirów - Ein perfekter Tag – Alfred, Professor Abronsius - Für Sarah – Alfred - In der Gruft – Alfred, Professor Abronsius - Geil zu sein ist komisch – Chagal, Magda - Bücher, Bücher! – Alfred, Professor Abronsius - Badezimmer (Gottseidank, Du lebst!) – Alfred, Sarah - Für Sarah – Alfred - Noch mehr Bücher! (Biblioteka – repryza) – Alfred, Professor Abronsius - Wenn Liebe in dir ist – Herbert, Alfred - Sie irren, Professor! – Hrabia von Krolock - Ewigkeit – chór wampirów - Die unstillbare Gier – Hrabia von Krolock - Tanzsaal – Hrabia von Krolock, chór wampirów, Sara - Menuett – utwór instrumentalny, taniec - Draußen ist Freiheit – Reprise – Sara, Alfred - Der Tanz der Vampire/Finale – Professor Abronsius Magda, Herbert, chór wampirów |

### Taniec wampirów
(wersja polska, w tłumaczeniu Daniela Wyszogrodzkiego)
| Akt I - Uwertura - Hej tam, profesorze! – Alfred - Czosnek – Rebecca, Magda, Chagal, chór wieśniaków - Proszę, panowie – utwór instrumentalny - Piękna córka – Chagal - Pierwszy raz – Alfred, Sara, Chagal, Rebecca, Magda, Abronsius - Umarł Bóg – Hrabia von Krolock, chór wampirów - Ale tu jasno – Chagal, Rebecca, Magda - Prawda – Profesor Abronsius, Chagal, Rebecca, Magda, Alfred - Taki miły jak nikt – Sara, Alfred - Zaproszenie na bal – Hrabia von Krolock - Tam jest swoboda – Sara, Alfred - Czerwone trzewiki – Sara, Hrabia von Krolock - Modlitwa – Magda, Rebecca, Alfred, Sarah, Von Krolock, chór - Dla Sary – Alfred - Opłakiwanie Chagala – Rebecca, Profesor Abronsius, Alfred, wieśniacy - Zgon to niezła farsa – Magda - Przez ostępy do zamku – utwór instrumentalny - Przed zamkiem – Finał aktu I – Hrabia von Krolock, Alfred, Profesor Abronsius, Herbert, chór wampirów | Akt II - Na orbicie serc Hrabia von Krolock, Sara, chór przodków - Nic pochopnie – Hrabia von Krolock - Carpe Noctem – chór wampirów - Idealny dzień – Alfred, Professor Abronsius - W krypcie – Alfred, Professor Abronsius - Chuć to niezła farsa – Chagal, Magda - Biblioteka – Alfred, Professor Abronsius - Łazienka (Saro, wreszcie ty!) – Alfred, Sara - Biblioteka – repryza – Alfred, Professor Abronsius - Gdy miłość się budzi – Herbert, Alfred - Myli się pan, profesorze! – Hrabia von Krolock - Wieczność – chór wampirów - Nienasycony głód – Hrabia von Krolock - Sala balowa – Hrabia von Krolock, chór wampirów, Sara - Menuet – utwór muzyczny - Tam jest swoboda – repryza – Sara, Alfred - Taniec wampirów – Finał – Profesor Abronsius Magda, Herbert, chór wampirów |

### Dance of the Vampires – Broadway
| Act I - Overture - Angels Arise – Sarah, Nadja, Zsa-Zsa - Dance: God Has Left the Building – utwór instrumentalny, taniec - Original Sin – Von Krolock - Garlic – Peasants (wieśniacy) - Logic – Abronsius - There’s Never Been a Night Like This – Alfred, Sarah, Chagal, Magda, Rebecca - Don't Leave Daddy – Chagal - Invitation to the Ball: - A Good Nightmare – Krolock - Never Be Enough – Krolock - Forevermore in the Night – Krolock - A Good Nightmare (Reprise) – Krolock - Death Is Such an Odd Thing – Rebecca, Magda - Braver than We Are – Sarah, Alfred - Red Boots Ballet – Sarah, Krolock - Say a Prayer – Company - Come with Me (Midnight Serenade) – Krolock | Act II - Vampires in Love (Total Eclipse of the Heart) – Sarah, Krolock, Vampires - Books, Books – Abronsius, Krolock - Carpe Noctem – Company - For Sarah – Alfred - Death Is Such an Odd Thing (Reprise) – Rebecca, Magda, Chagal - When Love Is Inside You – Alfred, Herbert - Eternity – Vampires - Confessions of a Vampire – Krolock - The Ball: - The Minuet - Never Be Enough – Krolock and Vampires - Total Eclipse of the Heart (Reprise) – Krolock, Sarah - Braver Than We Are (Reprise) – Sarah, Alfred - Dance of the Vampires – Company |

## Produkcje

### 1997, Wiedeń,Tanz der Vampire
Wiedeńska, a zarazem światowa premiera tego musicalu, wyprodukowanego przez Vereinigte Bühnen Wien, odbyła się 4 października 1997 r. w Raimund Theater. W 1998 r. "Taniec wampirów" został wyróżniony nagrodą Image w kategoriach: najlepszy musical, najlepsze libretto i najlepsza partytura. Zszedł z afisza 15 stycznia 2000 roku.
Obsada:
- Hrabia von Krolock – Steve Barton (wyróżniony w 1998 nagrodą IMAGE dla najlepszego aktora)
- Sara – Cornelia Zenz
- Profesor Abronsius – Gernot Kranner
- Alfred – Aris Sas
- Chagal – James Sbano
- Magda – Eva Maria Marold
- Rebeka – Anne Welte
- Herbert – Nik Breidenbach
- Kukol – Torsten Flach

### 2000, Tallinn,Vampiiride tants
Premiera "Tańca wampirów" miała miejsce w Tallinnie w Estonii, w Tallinna Linnahall, 10 listopada 2000 r. Odbyło się zaledwie dziesięć przedstawień.
Obsada:
- Hrabia von Krolock – Jassi Zahharov
- Sara – Nele-Liis Vaiksoo / Kristine Muldma
- Profesor Abronsius – Rostislav Gurjev
- Alfred – Koit Toome
- Chagal – Marko Matvere
- Magda – Kaire Vilgats
- Rebeka – Katrin Karisma
- Herbert – Bert Pringi / Lauri Liiv
- Kukol – Lauri Liiv / Bert Pringi

### 2001, Stuttgart,Tanz der Vampire
"Taniec wampirów" miał swą niemiecką premierę 31 marca 2001 r. w Apollo Theater w Stuttgarcie. Przedstawienie zeszło z afisza 31 sierpnia 2003 r.
Obsada:
- Hrabia von Krolock – Kevin Tarte
- Sara – Barbara Kohler
- Profesor Abronsius – Werner Bauer
- Alfred – Aris Sas
- Chagal – James Sbano
- Magda – Maaike Schuurmans
- Rebeka – Anne Welte
- Herbert – Thomas Mülner
- Kukol – Torsten Flach

### 2002, Nowy Jork,Dance of the Vampires
Premiera na Broadwayu odbyła się 18 października 2002 r. Na potrzeby amerykańskiej produkcji dokonano znacznych przeróbek libretta. Oficjalnie autorstwo libretta przypisano Jimowi Steinmanowi, Michaelowi Kunze i Davidowi Ivesowi. Reżyserował, bez nadzoru Polańskiego, John Rando.
Producenci chcieli nadać przedstawieniu bardziej komediowy charakter, wynajęto więc komediopisarza Davida Ivesa, który przebudował tekst sztuki zgodnie z ich wskazówkami. Na tę wersję libretta poprawki naniósł Michael Crawford, rozsławiony rolą tytułową w Upiorze w operze, który miał zagrać hrabiego von Krolocka. Crawford, podobnie jak producenci, chciał by "Taniec wampirów" był komedią o typie humoru podobnym do tego, który znaleźć można w filmach Mela Brooksa. Chciał również by z postaci Krolocka uczynić postać komiczną. Stąd w libretcie znalazło się sporo niewybrednych gagów, odmiennych od czarnego humoru obecnego w oryginalnej wersji musicalu. Kiedy zwolniono Steinmana, protestującego przeciwko kierunkowi jaki obrały zmiany w musicalu, z konieczności sięgnięto do jego poprzednich prac.
Tak poprawiony musical zebrał fatalne recenzje, nie oszczędzono również odtwórcy głównej roli, Michaela Crawforda. Zszedłszy z afisza po 56 przedstawieniach, "Taniec wampirów" okazał się największą klapą finansową w dziejach Broadwayu.
Obsada:
- Hrabia Giovanni von Krolock – Michael Crawford
- Sara – Mandy Gonzalez
- Profesor Abronsius – Rene Auberjonois
- Alfred – Max von Essen
- Chagal – Ron Orbach
- Magda – Leah Hocking
- Rebeka – Liz McCartney
- Herbert – Asa Somers
- Boris – Mark Price

### 2003, Hamburg,Tanz der Vampire
W Hamburgu wystawiono "Taniec wampirów" po raz pierwszy 16 grudnia 2003 roku w Neue Flora Theater. Przedstawienie zeszło z afisza 22 stycznia 2006 r.
Obsada:
- Hrabia von Krolock – Thomas Borchert, Kevin Tarte, Felix Martin
- Sara – Jessica Kessler, Katrin Löbbert
- Profesor Abronsius – Werner Bauer, Stefan Poslovski
- Alfred – Fredrik Wickerts, Max Niemeyer
- Chagal – Jerzy Jeszke
- Magda – Anna Thoren, Franziska Forster
- Rebeka – Jan Merchant, Simone Pohl
- Herbert – Norbert Kohler, Tim Reichwein

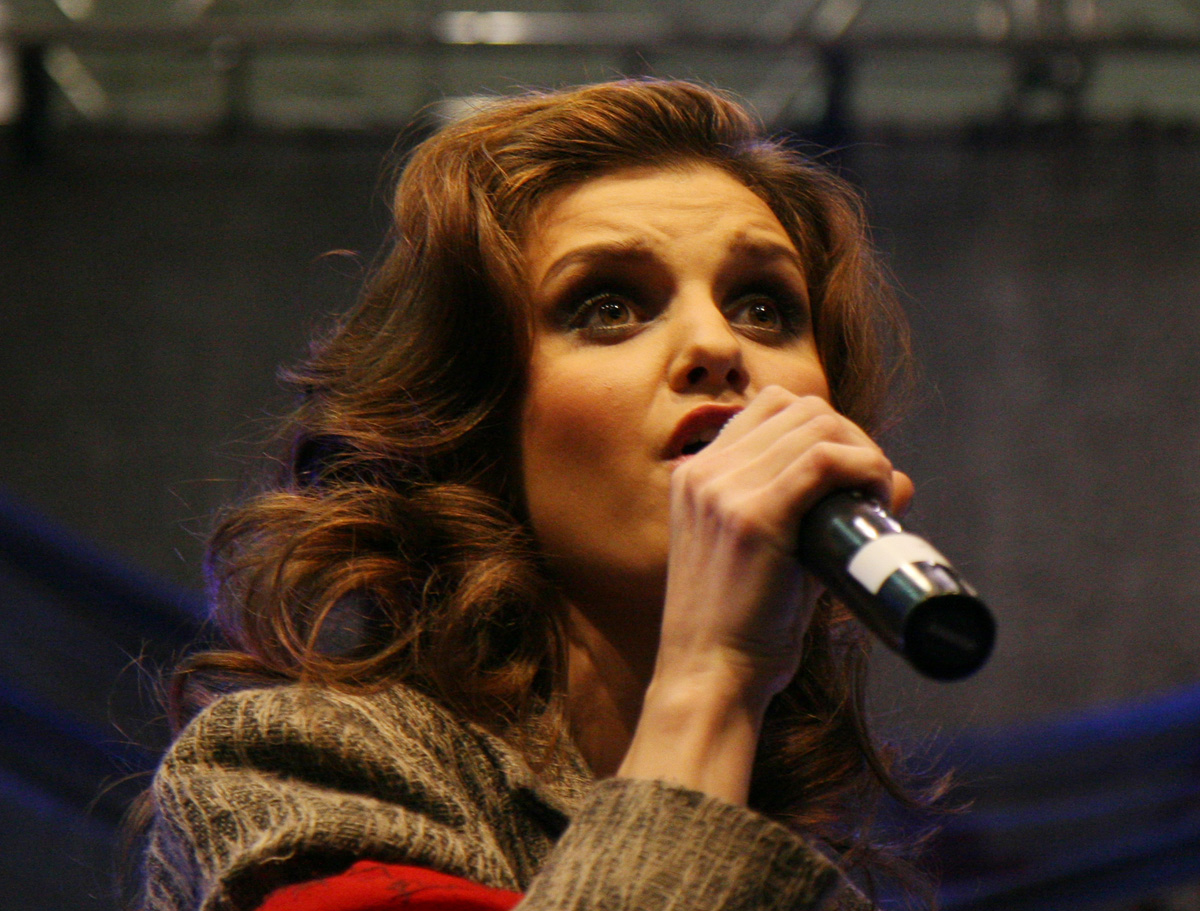
Malwina Kusior ("Taniec wampirów" w CH Reduta, Warszawa)

- Kukol – Stefan Büdenbender

### 2005, Warszawa,Taniec wampirów
Polska prapremiera odbyła się 8 października 2005 w Teatrze Muzycznym „Roma” w Warszawie. Musical zszedł z afisza 22 października 2006.
- Reżyseria: Cornelius Baltus – reżyser stale współpracujący z Romanem Polańskim.
- Choreografia: Dennis Callahan – amerykański choreograf na stałe współpracujący z New York Radio City Music Hall, twórca układów tanecznych do musicali Grease, Elisabeth i Mozart!, a także autor oryginalnej choreografii do musicalu "Taniec wampirów",
- Kierownictwo muzyczne: Maciej Pawłowski – współtwórca polskich prapremier musicali Koty, Grease, Miss Saigon, Crazy for You, Fame i Józef i cudowny płaszcz snów w technikolorze
- Scenografia: Boris Kudlička
- Kostiumy: Dorota Kołodyńska
- Fryzury: Jaga Hupało, Jaga Hupało & Thomas Wolff Hair Studio
- Opieka artystyczna: Roman Polański

Obsada:
- Książę von Krolock – Łukasz Dziedzic, Paweł Podgórski
- Sara – Malwina Kusior, Aleksandra Bieńkowska lub Agata Załuska
- Profesor Abronsius – Robert Rozmus, Grzegorz Pierczyński
- Alfred – Jakub Molęda, Marcin Wortmann
- Chagal – Wojciech Paszkowski, Janusz Kruciński, Jan Bzdawka
- Magda – Dominika Szymańska, Katarzyna Walczak, Anna Gigiel
- Rebeka – Grażyna Strachota, Izabela Bujniewicz
- Herbert – Jakub Wocial, Modest Ruciński
- Kukol – Jakub Szydłowski, Błażej Ciszek

10 maja 2006 r. ukazał się dwupłytowy album z muzyką z polskiej wersji musicalu. Nagrania te uzyskały status platynowej płyty.

### 2006, Tokio,「ダンス・オブ・ヴァンパイア」
Japońska premiera "Tańca wampirów" odbyła się w Tokio 7 lipca 2006 r.
Obsada:
- Hrabia von Krolock – Yuichiro Yamaguchi
- Sara – Chihiro Otsuka / Tamaki Kenmochi
- Profesor Abronsius – Masachika Ichimura

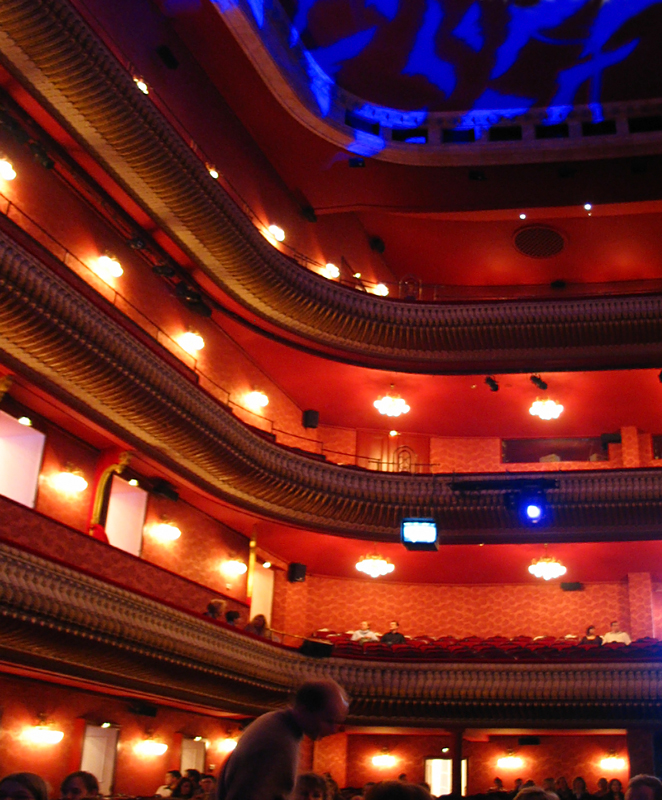
Czterokondygnacyjna widownia Teatru des Westens – na suficie wyświetlane projekcje nietoperzy, styczeń 2007.

- Alfred – Yohei Izumi / Kenji Urai
- Chagal – Masahiro Sato
- Magda – Yuko Miyamoto
- Rebeka – Satomi Achiwa
- Herbert – Keigo Yoshino
- Kukol – Hajime Komada

### 2006, Berlin,Tanz der Vampire
Do Berlina "Taniec wampirów" zawitał 10 grudnia 2006 r. na scenie Theater des Westens. Produkcja zeszła z afisza 30 marca 2008 r.
Obsada:
- Hrabia von Krolock – Thomas Borchert, Mathias Edenborn, Jack Rebaldi
- Sara – Lucy Scherer
- Profesor Abronsius – Veit Schäfermeier
- Alfred – Alexander Klaws
- Chagal – Ulrich Wiggers, Jerzy Jeszke
- Magda – Katja Berg
- Rebeka – Maike Katrin Schmidt
- Herbert – Haldor Laegreid
- Kukol – Stefan Büdenbender

### 2007, Wiedeń,Tanz der Vampire – Jubiläums-Konzert
"Taniec wampirów" zagościł ponownie na scenie wiedeńskiego Raimund Theater w dziesięć lat po swej premierze. W lutym 2007 r. wystawiono okrojoną, koncertową wersję, nagranie której potem wydano na płycie.
Obsada:
- Hrabia von Krolock – Thomas Borchert
- Sarah – Marjan Shaki
- Profesor Abronsius – Gernot Kranner

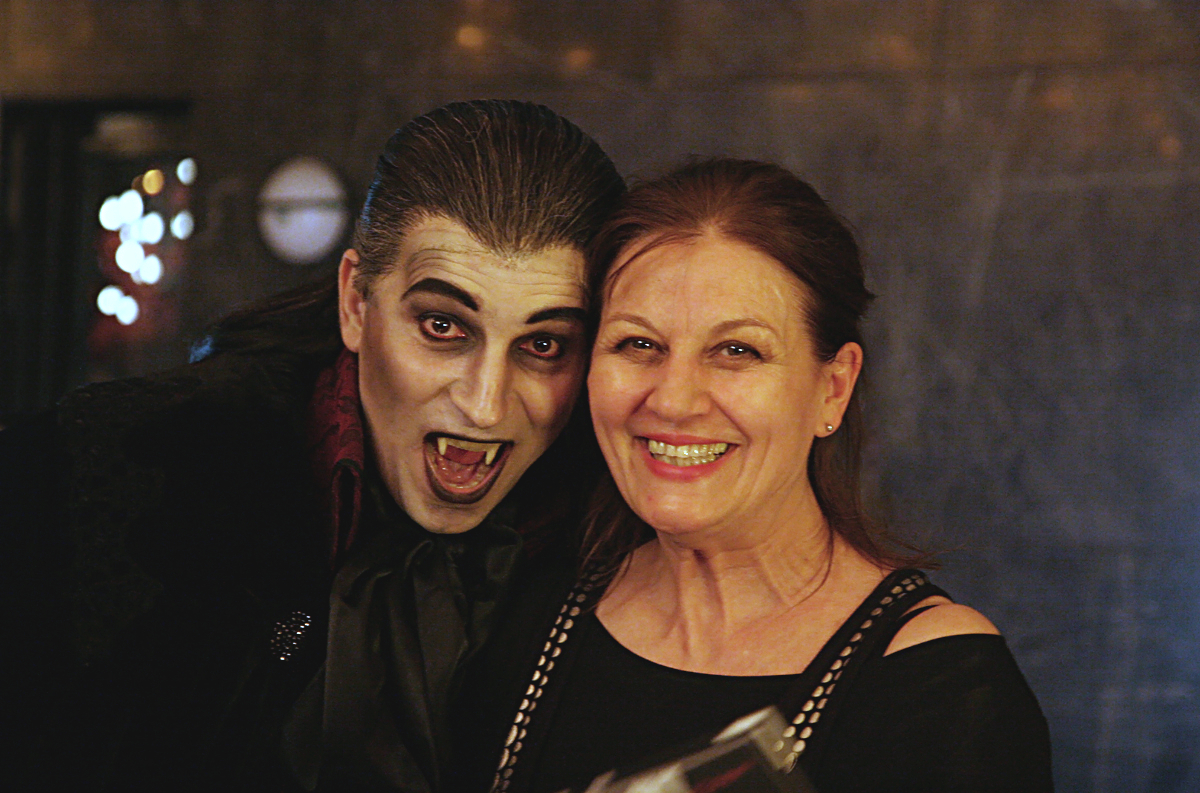
Gábor Bot (von Krolock) oraz Edit Simon (producentka musicalu) w Magyar Színház w Budapeszcie, 20 czerwca 2009.

- Alfred – Lukas Perman
- Chagal – Thomas Bayer
- Magda – Suzanne Carey
- Rebeka – Tina Schöltzke
- Herbert – Tim Reichwein

### 2007, Budapeszt,Vámpírok Bálja
"Taniec wampirów" miał swą premierę na Węgrzech 30 czerwca 2007 r. na scenie budapeszteńskiego teatru Magyar Színház.
Obsada:
- Hrabia von Krolock – Géza Egyházi, Sándor Nagy, Pál Feke, Gábor Bot, Bálint Merán
- Sara – Zsanett Andrádi, Krisztina Nádorfi, Nikolett Kovács, Dóra Stróbel, Veronika Foki, Anna Török
- Profesor Abronsius – Csaba Jegercsik, Dávid Sándor
- Alfred – László Sánta, Tibor Héger, János Szemenyei, György Mihálka, Ádám Pásztor
- Chagal – Béla Pavletits, Gábor Bot
- Magda – Tímea Kecskés, Anna Balogh, Dóra Stróbel, Éva Sári, Márta Debreczeni
- Rebeka – Judit Dobos, Kristina Urbanovits, Dóra Köves, Kinga Csóka-Vasass, Viktória Várady
- Herbert – Dávid Pirgel, Victor Posta, Máté Kamarás
- Kukol – Gábor Attila Farkas, Zsolt Szentirmai

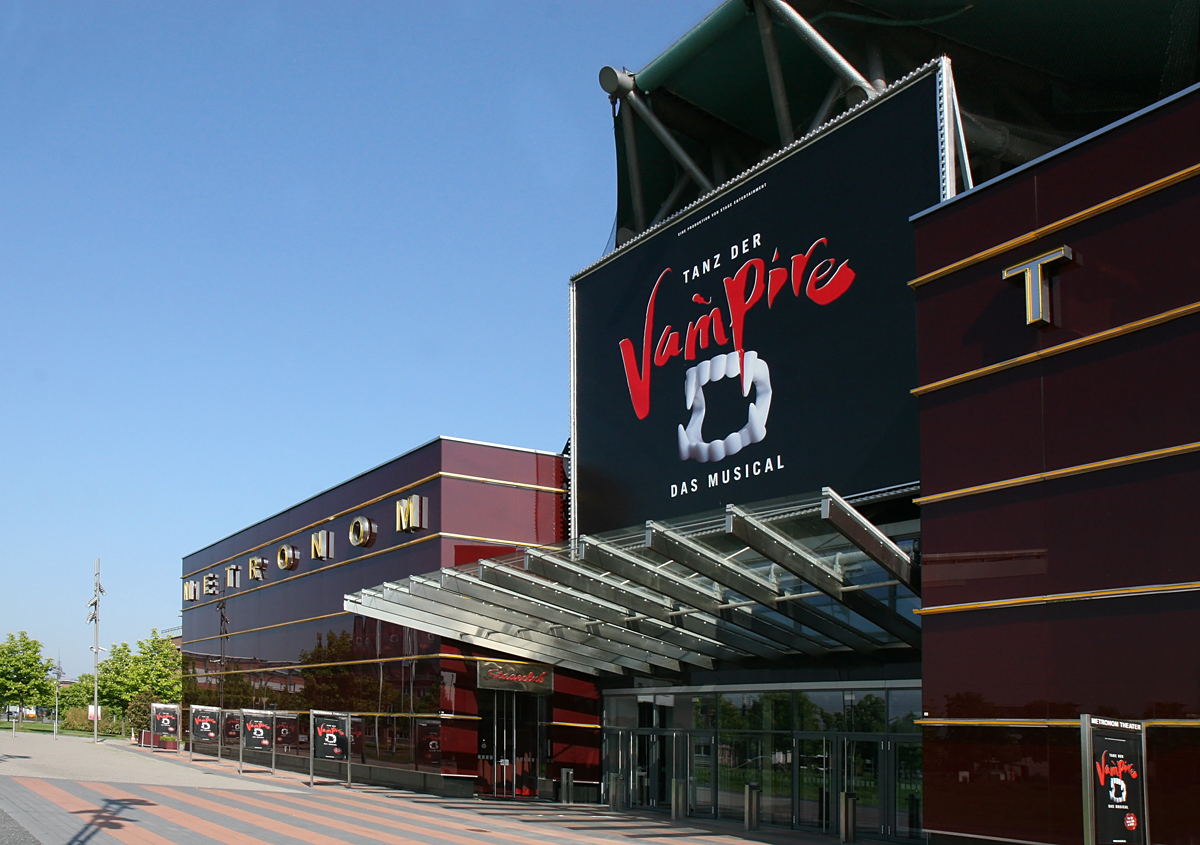
Teatr Metronom, w którym wystawiany jest "Taniec wampirów" w Oberhausen, kwiecień 2009

### 2008, Oberhausen,Tanz der Vampire
Kolejnym, po Stuttgarcie, Hamburgu i Berlinie niemieckim miastem odwiedzonym przez "Taniec wampirów" jest Oberhausen. Premiera miała miejsce w Metronom Theater przy CentrO, 7 listopada 2008 r.
Obsada:
- Hrabia von Krolock – Jan Ammann, Kevin Tarte
- Sara – Nele-Liis Vaiksoo, Senta- Sofia Delliponti
- Profesor Abronsius – Gernot Kranner, Christian Stadlhofer
- Alfred – Krisha Dalke, Riccardo Greco
- Chagal – Jerzy Jeszke
- Magda – Linda Konràd, Sanne Mieloo
- Rebeka – Heike Schmitz, Martine de Jager
- Herbert – Florian Fetterle,
- Kukol – Stefan Büdenbender

### 2009, Wiedeń,Tanz der Vampire
"Taniec wampirów" powrócił do Wiednia jesienią 2009 r., tym razem na deski Ronacher Theater. Premiera odbyła się 16 września 2009 r. Nowa wersja "Tanz" została nieco zmieniona, w stosunku do oryginalnej.
Obsada:
- Hrabia von Krolock – Thomas Borchert (4.11.2010 – last show), Alexander di Capri, Drew Sarich (6.11.2010 – premiera)
- Sara – Marjan Shaki, Barbara Obermeier
- Profesor Abronsius – Gernot Kranner
- Alfred – Lukas Perman, Sebastian Smulders
- Chagal – James Sbano
- Magda – Anna Thorén
- Rebeka – Katharina Dorian
- Herbert – Marc Liebisch, Florian Theiler
- Kukol – Thomas Weissengruber

### 2010, Stuttgart,Tanz der Vampire
W drodze publicznego głosowania "Taniec wampirów" wybrano jako następcę musicalu "Wicked", na scenie Palladium Theater. Powróci na sześć miesięcy, od marca 2010 poczynając.
Obsada:
- Hrabia von Krolock – Jan Ammann, Kevin Tarte
- Sara – Lucy Scherer, Sabrina Auer
- Profesor Abronsius – Christian Stadlhofer
- Alfred – Krisha Dalke
- Chagal – Jerzy Jeszke
- Magda – Linda Konràd
- Rebeka – Martine de Jager
- Herbert – Florian Fetterle,
- Kukol – Stefan Büdenbender

### 2011, St. Petersburg "БАЛ ВАМПИРОВ "
Premiera odbyła się 3 września 2011 roku w State Theatre of Musical Comedy
- Hrabia von Krolock – Ivan Ozhogin, Alexandr Sukhanov, Rostislav Kolpakov
- Sarah – Elena Gazaeva, Vera Sveshnikova, Elena Romanova
- Profesor Abronsius – Andrey Matveev, Ivan Korytov, Denis Konovalov
- Alfred – Georgiy Novitzkiy, Sergey Denisov, Alexandr Kazmin
- Chagal – Konstantin Kitanin, Alexandr Sukhanov
- Magda – Natalia Bogdanis, Anna Lukoyanova
- Rebecca – Manana Gogitidze, Sofia Dushkina
- Herbert – Kirill Gordeev, Rostislav Kolpakov, Alexei Borovko
- Kukol – Alexandr Chubatiy, Sergey Sorokin

### 2011, Seinäjoki "Vampyyrien tanssi"
Premiera odbyła się 10 września 2011 roku
- Hrabia von Krolock – Jyri Lahtinen
- Sara – Raili Raitala
- Profesor Abronsius – Esa Ahonen
- Alfred – Ville Salonen
- Chagal – Heikki Vainionpää
- Magda – Anne Vihelä
- Rebecca – Leena Rousti
- Herbert – Jouko Enkelnotko
- Kukol – Antti Railio

### 2011, Berlin, "Tanz der Vampire"
Po 4 latach przerwy w Stage Theater des Westens znów pojawiły się wampiry. Spektakl wystawiany był od 14 listopada 2011 roku, a zszedł z afisza w sierpniu 2013.
Obsada:
- Hrabia von Krolock – Drew Sarich, Kevin Tarte, Ivan Ozhogin, Robert D. Marx, Florian Soyka
- Sarah – Amelie Dobler, Angelina Markiefka, Mercedesz Csampai
- Profesor Abronsius – Veit Schäfermeier, Sven Prüwer, Thomas Schweins
- Alfred – Michael Heller, Anton Zetterholm, Dennis Jankowiak
- Chagal – Kai Hüsgen, Florian Soyka, Thomas Schweins, Jerzy Jeszke
- Magda – Goele de Raedt, Esther Hehl, Linda Veenhuizen
- Herbert – Marc Liebisch, Robert D. Marx, Vanni Viscusi
- Kukol – Stefan Büdenbender, Sven Prüwer
- Rebecca – Barbara Raunegger, Juliane Bischoff, Miriam Lotz